# Complete Collapse
Complete Collapse es el séptimo álbum de estudio de la banda estadounidense Sleeping with Sirens. El álbum fue lanzado el 14 de octubre de 2022 a través de su sello discográfico Sumerian Records, siendo el sucesor de su anterior álbum How It Feels to Be Lost (2019). Es su último álbum que presenta al guitarrista Jack Fowler, quien dejó la banda antes del lanzamiento del álbum.

## Lanzamiento y promoción
El 2 de junio de 2021, Sleeping with Sirens lanzó la canción "Bloody Knuckles" como el sencillo principal del álbum entonces sin título.
El segundo sencillo, "Crosses", que presenta a Spencer Chamberlain de Underoath, fue lanzado el 22 de junio de 2022 simultáneamente con el anuncio del álbum, seguido de los lanzamientos de dos sencillos promocionales "Let You Down" y "Ctrl + Alt + Del" en 11 de agosto de 2022.

## Lista de canciones
| N.º | Título                                           | Duración |  |
| 1.  | «Tyrants»                                        | 3:25     |  |
| 2.  | «Complete Collapse»                              | 3:12     |  |
| 3.  | «Crosses» (con Spencer Chamberlain de Underoath) | 3:29     |  |
| 4.  | «Family Tree»                                    | 4:13     |  |
| 5.  | «Let You Down» (con Charlotte Sands)             | 3:25     |  |
| 6.  | «Be Happy» (con Royal & the Serpent)             | 3:18     |  |
| 7.  | «Us» (con Dorothy)                               | 3:44     |  |
| 8.  | «Ctrl + Alt + Del»                               | 3:05     |  |
| 9.  | «Bloody Knuckles»                                | 3:27     |  |
| 10. | «Mr. Nice Guy»                                   | 2:59     |  |
| 11. | «Apathetic»                                      | 3:27     |  |
| 12. | «Grave»                                          | 3:23     |  |

## Personal
Sleeping With Sirens
- Kellin Quinn - Voz principal, teclados
- Justin Hills - Bajo eléctrico, coros
- Jack Fowler - Guitarra principal, programación
- Nick Martin - Guitarra rítmica, coros
- Matty Best - Batería